# Jarosyt

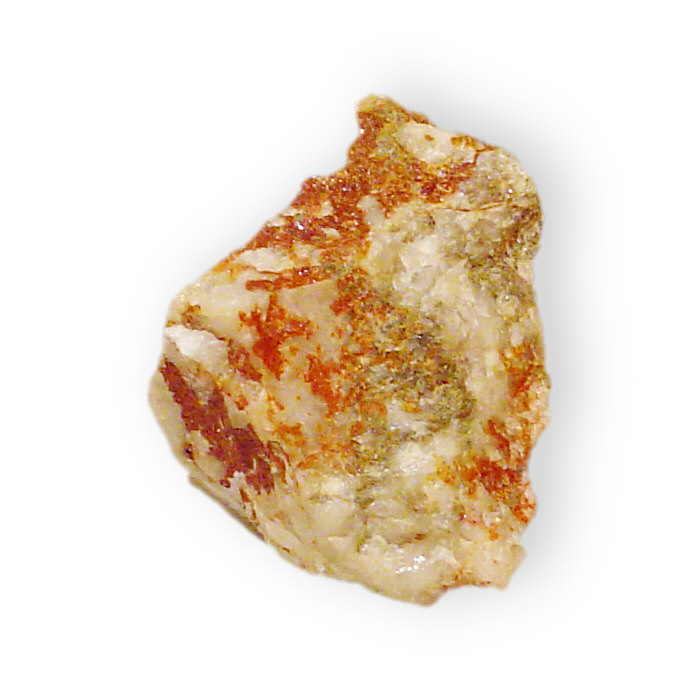
Jarosyt na kwarcu

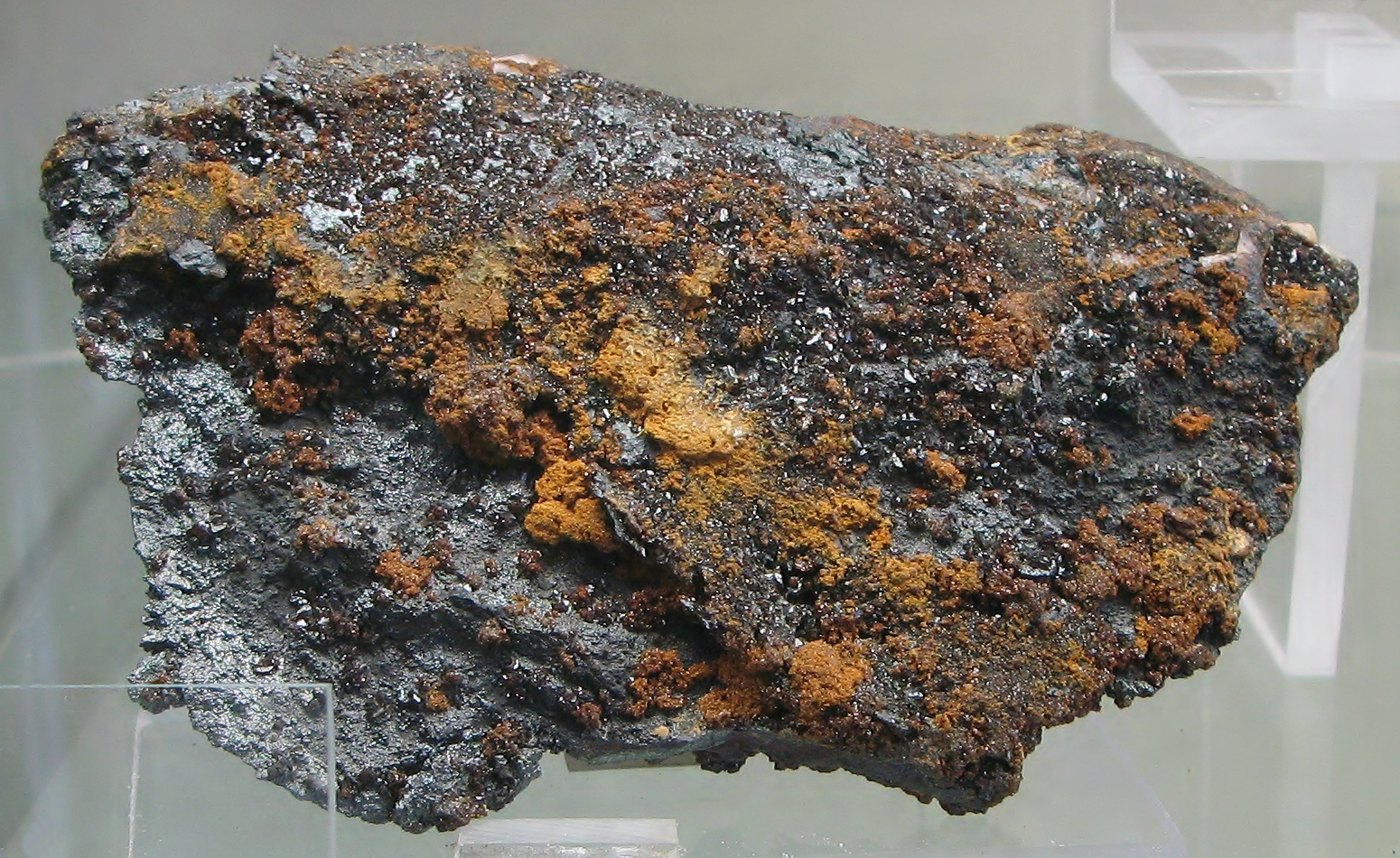
Jerosyt z Barranco del Jaroso w Sierra de la Almagrera

Jarosyt – minerał, zasadowy uwodniony siarczan potasu i żelaza o wzorze KFe3+3(OH)6(SO4)2. Ten minerał siarczanowy powstaje w złożach rud poprzez utlenianie siarczków żelaza. Jarosyt jest często wytwarzany jako produkt uboczny podczas oczyszczania i rafinacji cynku, a także występuje w kwaśnych odpływach wód kopalnianych.
Jarosyt został odkryty przez Augusta Breithaupta w Barranco del Jaroso w Sierra de la Almagrera w prowincji Almería w Hiszpanii - stąd nazwa. 
Czasem jest mylony z limonitem i getytem, którym towarzyszy w utlenionej części złoża rudy. Jarosyt jest żelazowym analogiem ałunu glinowo-potasowego.

## Właściwości
Minerał kruchy, przezroczysty, rozcierany w dotyku tłustawy. Rozpuszcza się w kwasie solnym. Jest silnie piroelektryczny. Zazwyczaj tworzy bardzo małe kryształy o pokroju tabliczkowym, wrzecionowatym, romboedryczne. Niekiedy tworzy pseudomorfozy. Występuje w skupieniach łuskowych, włóknistych, groniastych, pylastych, ziarnistych i ziemistych. Tworzy też naskorupienia i naloty. Częstymi zanieczyszczeniami w strukturze są sód, ołów i srebro.
 
Do grupy jarosytu należą: 
- jarosyt (jarosyt potasowy)
- natrojarosyt (jarosyt sodowy) – rozpowszechniony w łupkach pirytowych w Czechach.
- hydroniojarosyt (jarosyt hydroniowy) – znaleziony na Grenlandii, na Cyprze (cyprusyt), w Utah (utahit) i Finlandii.
- ammoniojarosyt (jarosyt amonowy) – znaleziony w łupkach węglowych w Utah
- argentojarosyt (jarosyt srebrowy) – minerał wtórny znaleziony w Utah
- plumbojarosyt (jarosyt ołowiowy) – znaleziony w Turcji i w USA

Najczęściej występują w postaci izomorficznych roztworów stałych. Skrajne ich ogniwa występują rzadziej, a własności chemiczne i fizyczne są zbliżone. 

## Występowanie
Powstaje przez utlenianie rud bogatych w siarczki żelaza. Najczęściej współwystępuje z takimi minerałami jak: limonit, hematyt, ałunit, kwarc, gips i złoto, skorodyt, arseniosyderyt i farmakosyderyt. 
Miejsca występowania: Niemcy – Rudawy, Hiszpania, Grecja, Rosja – Ural, USA – Dakota Południowa, Chile. 
W Polsce występuje powszechnie m.in. w Górach Świętokrzyskich, na Śląsku (okolice Olkusza, Tarnowskich Gór), na Dolnym Śląsku – w wyrobiskach kopalń kruszców i węgla.
W 2004 roku łazik MER-B odkrył ten minerał na Marsie, co zostało uznane za silny dowód przemawiający za istnieniem kiedyś na Marsie ciekłej, kwaśnej wody.